# Ranworth
Ranworth ist ein Dorf in der englischen Grafschaft Norfolk. Es liegt bei den Seen Malthouse Broad und Ranworth Broad, die durch einen 400 Meter langen Stichkanal mit dem Fluss Bure verbunden sind. Das zu der Gemeinde (Civil parish) Woodbastwick gehörende Dorf liegt 23 Kilometer westlich von Great Yarmouth und 16 Kilometer östlich von Norwich.

## Geschichte
Ranworth wurde ebenso wie die anderen Dörfer der Gemeinde Woodbastwick vor der Zeit der normannischen Eroberung gegründet. Bevölkerung, Landbesitz und produktive Ressourcen wurden im Domesday Book von 1086 aufgeführt.

### Mythen und Legenden
Bruder Pacificus
Ranworth und Ranworth Broad sollen von einem freundlichen Geist namens Bruder Pacificus heimgesucht werden. Man erzählt sich, dass die Brüder der nahe gelegenen Abtei St Benets in den 1530er Jahren den Lettner der Kirche St Helen restaurieren ließen. Bruder Pacificus wurde mit der Aufgabe betraut und ruderte früh an jedem Morgen mit einem Boot über den See zu der Kirche. Dabei wurde er stets von seinem kleinen Hund begleitet. Am Ende des Tages kehrte er auf demselben Weg zurück. Eines Abends musste er zu seinem Entsetzen feststellen, dass seine Mitbrüder im Rahmen der von König Heinrich VIII. angeordneten Auflösung der Klöster ermordet worden waren. Am Boden zerstört verweilte Pacificus noch jahrelang inmitten der geschwärzten Ruinen, wo er schließlich starb. Er wurde auf dem Friedhof von St Helen begraben. Der Mythos sagt, dass er immer noch, begleitet von seinem kleinen Hund, zwischen Abtei und Kirche pendelt. Der Geistliche James Brewster sah während eines Urlaubs im Jahr 1930 auf dem schmalen Kanal, der zum Ranworth Broad führt, ein Boot auf sich zu rudern. Er bemerkte, dass der Ruderer ein Mönch in einer schwarzen Kutte war. Er löste sich kurz darauf im Nichts auf. Brewster meinte, auch einen kleinen weißen Hund in dem Boot gesehen zu haben. Als er der Sache in Ranworth nachging, sagte man ihm:

“That what he saw was our monastic friend, Brother Pacificus, going home after his labours and there is no real or known reason why it should not have been.”

„Was er sah, war unser mönchischer Freund, Bruder Pacificus, der nach seiner Arbeit nach Hause fuhr, und es gibt keinen wirklichen oder bekannten Grund, warum es nicht so gewesen sein sollte.“

Oberst Sydney

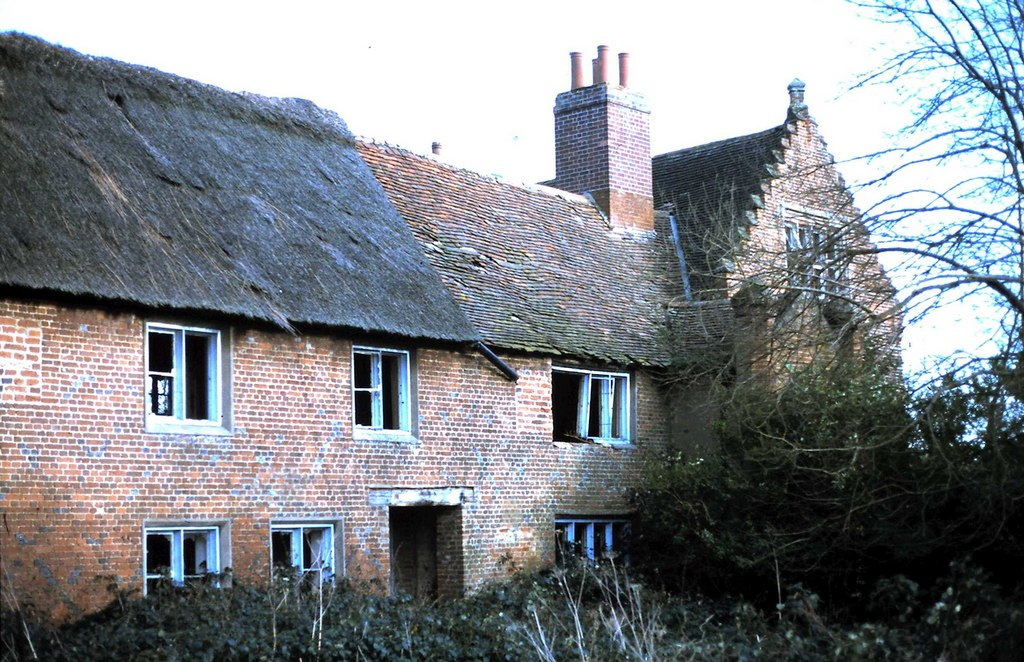
Ranworth Old Hall (rund 1965 abgerissen)

Im Jahr 1770 bewohnte Oberst Thomas Sydney das später abgerissene Herrenhaus Ranworth Old Hall. Er war ein Trunkenbold, Spieler und schlechter Verlierer. Am Silvestertag des Jahres lieferte er sich mit einem Nachbarn ein Rennen zu Pferd. Als er sah, dass er verlieren würde, erschoss er das Pferd des Gegners, der stürzte und zu Tode kam. Bei dem abendlichen Fest in seinem Haus öffnete sich die Tür, eine Gestalt erschien, warf den Oberst über den Rücken seines Pferdes und ritt mit seinem schreienden Opfer über den See davon. Der Anführer der Wilden Jagd habe Oberst Sidney geholt, sagt der Volksmund. In der Tat wurde Thomas Sidney von der Silvesternacht an nicht mehr gesehen.

## Öffentliche Einrichtungen und Sehenswürdigkeiten
Ranworth entwickelte sich im 20. Jahrhundert zu einem ruhigen Dorf, dessen Einwohner vor allem in der Tourismussaison vom Fremdenverkehr leben.

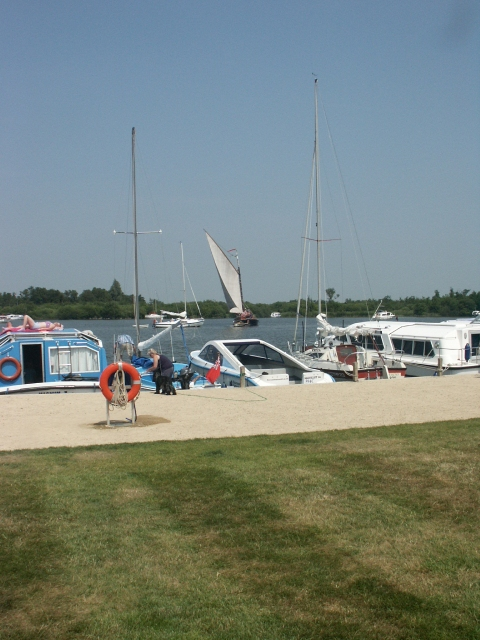
Bootsanleger von Ranworth

Die Anlegestelle für Sportboote liegt am Malthouse Broad, der nach nahe gelegenen Mälzereien benannt ist. Hier findet sich in der Tourismussaison ein Informationszentrum, das vom Norfolk Wildlife Trust betrieben wird, und ein Laden. Von der Anlegestelle aus verkehrt eine Fähre sowie ein befestigter Fußweg zu dem Naturbeobachtungs- und Informationszentrum Wildlife Centre.

### Ranworth Broad
Der See ist ein Naturschutzgebiet des Norfolk Wildlife Trust und nicht für die Sportschifffahrt freigegeben. Ein 7 Kilometer langer Rundwanderweg beginnt und endet bei dem Beobachtungszentrum.

### Kirche St Helen
Die um das Jahr 1370 errichtete Kirche ist eine auch unter der Bezeichnung „The Cathedral of the Broads“ bekannte anglikanische Pfarrkirche, die unter Denkmalschutz steht. Der rund 30 Meter hohe Turm bietet eine weite Aussicht auf die Norfolk Broads.